# Air Transport Auxiliary
L'Air Transport Auxiliary (ATA) fu un'organizzazione britannica civile istituita durante la Seconda guerra mondiale e con sede presso il White Waltham Airfield il cui compito era quello di trasferire in volo aerei militari di nuova fabbricazione, riparati o danneggiati tra i vari impianti produttivi e di assemblaggio, punti di consegna transatlantici, reparti di manutenzione (Maintenance Units - MUs), impianti di demolizione, e reparti aerei (Squadron) della Royal Air Force (RAF) in servizio operativo dislocati sui vari aeroporti e piste d'atterraggio. Tra i suoi piloti vi erano anche donne. Durante la sua esistenza venne inoltre incaricato di compiere voli di collegamento per trasportare personale di servizio tra vari luoghi in caso di urgenza effettuando nel contempo alcune missioni ai comandi di aeroambulanze.

## Unità
Le seguenti unità erano operative nell'ATA:
- No. 1 Ferry Pool ATA

Precedentemente: No. 1 Ferry Pilot Pool ATA ← 'A' Section of No. 3 Ferry Pilot Pool ATA
- No. 2 Ferry Pool ATA

Precedentemente: No. 2 Ferry Pilot Pool ATA ← 'B' Section of No. 3 Ferry Pilot Pool ATA
- No. 3 Ferry Pool ATA

Precedentemente: No. 3 Ferry Pilot Pool ATA ← 'C' Section of No. 3 Ferry Pilot Pool ATA
- No. 4 Ferry Pool ATA

Precedentemente: No. 4 Ferry Pilot Pool ATA
- No. 5 Ferry Pool ATA

Precedentemente: No. 5 Ferry Pilot Pool ATA ← 'D' Section of No. 3 Ferry Pilot Pool ATA ← Women's Ferry Pilot Pool ATA
- No. 6 Ferry Pool ATA

Precedentemente: No. 6 Ferry Pilot Pool ATA
- No. 7 Ferry Pool ATA

Precedentemente: No. 7 Ferry Pilot Pool ATA
- No. 8 Ferry Pool ATA

Precedentemente: No. 8 Ferry Pilot Pool ATA
- No. 9 Ferry Pool ATA

Precedentemente: No. 9 Ferry Pilot Pool ATA
- No. 10 Ferry Pool ATA

Precedentemente: No. 10 Ferry Pilot Pool ATA ← No. 4 Ferry Pilot Pool ATA
- No. 12 Ferry Pool ATA

Precedentemente: No. 12 Ferry Pilot Pool ATA
- No. 15 Ferry Pool ATA

Precedentemente: No. 15 Ferry Pilot Pool ATA
- No. 16 Ferry Pool ATA

Precedentemente: No. 16 Ferry Pilot Pool ATA ← No. 4 Ferry Pilot Pool ATA
- No. 14 Ferry Pilot Pool ATA

Precedentemente: No. 14 Ferry Pilot Pool ATA
- No. 5 (T) Ferry Pool ATA

Precedentemente: (Training) Ferry Pool ATA
- Initial Flying Training School ATA

Precedentemente: Elementary Flying Training School ATA ← ATA School
- Air Movements Flight ATA (1942–45)
- Advanced Flying Training School ATA (1942–45)

Precedentemente: ATA School

## Piloti
- Amy Johnson
- Constance Leathart
- Jadwiga Piłsudska
- Jacqueline Cochran (aviatrice e volontaria statunitense)
- Ann Welch
- Philip Wills
- Ann Wood-Kelly
- Jim Mollison
- Joan Hughes
- Diana Bernato-Walker
- Joy Lofthouse (pilota)

- Marion Wilberforce
- Lettice Curtis
- Maureen Dunlop
- Diana Barnato Walker
- Helen Harrison Bristol
- Marion Orr
- Pauline Gower
- Margot Duhalde
- Molly Rose
- Mary Ellis (pilota)